# سياه بيشة (مقاطعة كلاردشت)
سياه‌بيشة (بالفارسية: سیاه‌بیشه) هي قرية تقع في Kuhestan Rural District في إيران. يقدر عدد سكانها بـ 32 نسمة .